# Konfrontationsmeeting
Das Konfrontationsmeeting ist ein Instrument innerhalb der Organisationsentwicklung zur effizienten Identifikation von organisationalen Problemen. Dabei sollen gleichzeitig Lösungen und Umsetzungspläne entwickelt werden. Die Mitglieder aller Managementebenen kommen dabei für die Dauer von maximal einem Tag zusammen, um zunächst die Unternehmenssituation zu analysieren und für ermittelte Probleme und Konflikte gemeinschaftlich und funktionsübergreifend Lösungen zu erarbeiten. Diese Lösungen sollen dann zeitnah umgesetzt werden.

## Ursprung und Begriff
Das Konzept des Konfrontationsmeetings wurde von Richard Beckhard 1967 entwickelt. Die Ausführungen in diesem Artikel folgen im Wesentlichen seiner Darstellung.
Ausgangspunkt von Beckhards Überlegungen war die Erkenntnis, dass nach größeren Wandelprozessen oftmals negative Auswirkungen auf die Produktivität und die allgemeine Arbeitsmoral innerhalb einer Organisation festgestellt werden mussten. Beckhard stellte daher die Frage, wie der aktuelle Status einer Organisation zuverlässig ermittelt werden könne und wie kurzfristig eine dauerhafte Verbesserung zu erzielen sei. Anhand von Untersuchungen in verschiedenen Unternehmen entwickelte er in der Folge das Konfrontationsmeeting.

„Ich habe in letzter Zeit mit einer Maßnahme experimentiert, die es einer kompletten Managementgruppe aus allen Unternehmensebenen erlaubt, eine rasche Überprüfung des Unternehmensstatus vorzunehmen und – innerhalb von Stunden – Aktionspläne zu dessen Verbesserung aufzustellen. Ich nenne es Konfrontationsmeeting.“

Der Begriff „Konfrontation“ deutet zwar zunächst darauf hin, dass zur Durchführung des Meetings ein Konflikt zwischen verschiedenen Teams oder zwischen Mitgliedern innerhalb eines Teams notwendig ist, der durch eine Konfrontation der Beteiligten gelöst werden soll. Dies muss jedoch nicht zwingend der Fall sein. Vielmehr geht es in Beckhards ursprünglichem Konzept darum, die Teilnehmer mit Hindernissen zu konfrontieren, die möglichst effizienten und reibungslosen Arbeitsabläufen entgegenstehen. Diese Hindernisse können sowohl Probleme in organisationalen Abläufen als auch Konflikte zwischen Funktionsbereichen, Teams oder Personen sein.

## Anwendung
Generell sollte der Zeitraum zwischen der Identifikation von Problemen und dem Ergreifen von entsprechenden Lösungsmaßnahmen nicht groß sein. Dies gilt in besonderem Maße in der Organisationsentwicklung, da hier nach größeren Wandelprozessen oftmals sehr komplexe Probleme auftreten, die auch konkrete betriebswirtschaftliche Auswirkungen nach sich ziehen können. Ein komplettes Konfrontationsmeeting kann nach Beckhard innerhalb eines Tages durchgeführt werden. Es ist als Maßnahme immer dann geeignet, wenn die gesamte Management-Gruppe aus sehr vielen Personen besteht und/oder es schwierig ist, das gesamte Management für eine längere Zeit aus dem Betrieb zu entfernen. Daneben benennt Beckhard weitere Voraussetzungen für einen sinnvollen Einsatz des Konfrontationsmeetings:

„Die Erfahrung zeigt, dass es [das Konfrontationsmeeting] angemessen ist, wenn:
- Ein Bedürfnis seitens des gesamten Managements besteht, die eigene Arbeit zu untersuchen.
- Für die Untersuchung relativ wenig Zeit zur Verfügung steht.
- Das Top-Management eine schnelle Verbesserung der Zustände anstrebt.
- Innerhalb des Top-Managements ausreichend Zusammenhalt existiert, um die Durchführung konkreter Folgemaßnahmen sicherzustellen.
- Das Top-Management sich ausdrücklich zur Problemlösung bekennt.
- Das Unternehmen sich in einem größeren Wandelprozess befindet oder befand.“

Grundsätzlich soll durch den Einsatz des Konfrontationsmeetings auch die Zusammenarbeit aller Unternehmensebenen gefördert werden. Es soll vermeiden, dass die unteren Managementebenen eine abwartende und passive Haltung im Wandelprozess einnehmen oder sogar versuchen, dagegen zu arbeiten. Durch die ausdrückliche Einbeziehung aller Ebenen in den Wandelprozess soll die Identifikation aller Teilnehmer mit der Organisation gestärkt werden.

## Ablauf
Der idealtypische Verlauf des Konfrontationsmeeting umfasst sieben Phasen. Die ersten sechs Phasen können entweder an einem Tag hintereinander oder an zwei aufeinander folgenden Tagen durchgeführt werden. Soll das Konfrontationsmeeting an zwei Tagen durchgeführt werden, finden die Phasen 1 bis 3 am Nachmittag des ersten Tages und die Phasen 4 bis 6 am Vormittag des zweiten Tages statt. Die siebte Phase findet vier bis sechs Wochen nach dem ursprünglichen Meeting statt.
Phase 1 – Einführung (Climate Setting)
Dauer: 45–60 Minuten
Der kompletten Management Gruppe werden die Ziele des Konfrontationsmeetings mitgeteilt. Außerdem muss klargestellt werden, dass freie und offene Diskussionen gewünscht werden und keinerlei Bestrafung für offene Konfrontationen erfolgt. Zudem kann es hilfreich sein, eine allgemeine Informationsphase durchzuführen, die sich mit dem Unternehmen und speziellen Problemen befasst.
Phase 2 – Informationssammlung (Information Collecting)
Dauer: 60 Minuten
Die Teilnehmer werden in kleine heterogene Einheiten von sieben bis acht Personen aufgeteilt. Das Top-Management Team bildet eine eigene Einheit. Die anderen Teilnehmer werden so in Einheiten aufgeteilt, dass sichergestellt ist, dass kein Vorgesetzter mit seinen unmittelbaren Untergebenen aufeinandertrifft. Außerdem sollen in jeder Einheit Mitarbeiter von unterschiedlichen Funktionsbereichen vertreten sein. Jede Einheit erhält folgende Aufgabenstellung: „Denken Sie an sich selbst als ein Individuum mit Bedürfnissen und Zielen. Denken Sie auch als Person, die sich um das Wohl des gesamten Unternehmens sorgt. Welches sind die Hindernisse, die Demotivatoren und die schlechten Prozeduren oder Regeln oder Einstellungen, die zurzeit existieren? Unter welchen Bedingungen würde die Organisation effektiver und das Leben in der Organisation angenehmer werden?“
Jede Einheit wählt zudem einen Sprecher, der die Ergebnisse in der folgenden Phase präsentiert.
Phase 3 – Informationsverteilung (Information Sharing)
Dauer: 60 Minuten
Jeder Sprecher stellt die Ergebnisse seiner Einheit vor. Der Leiter des Meetings schlägt nun einige Oberkategorien vor, denen die Ergebnisse der Einheiten zugeordnet werden können. Jetzt wird die Veranstaltung unterbrochen – entweder gehen die Teilnehmer in die Mittagspause oder das Meeting wird erst am nächsten Vormittag fortgesetzt. Während dieser Unterbrechung werden die gesammelten Ergebnisse schriftlich fixiert und jedem Teilnehmer verfügbar gemacht.
Phase 4 – Prioritätssetzung und Aktionsplanung (Priority Setting and Group Action Planning)
Dauer: 75 Minuten
Alle Teilnehmer kommen erneut für etwa 15 Minuten zusammen. Die Ergebnisse der zweiten Phase werden nun den vorgeschlagenen Oberkategorien zugeordnet. Nun werden die Teilnehmer entsprechend ihrer Zugehörigkeit zu den Funktionseinheiten des Unternehmens aufgeteilt. Diese Teilgruppen werden von der jeweils zuständigen Führungskraft geleitet. Jede Gruppe hat nun folgende Aufgaben zu erledigen: „1. Diskutieren Sie die Probleme und Angelegenheiten die Ihre funktionale Einheit betreffen. Bestimmen Sie die Prioritäten und entwickeln sie erste Reaktionen, zu denen sich Ihre Gruppe selbst verpflichten kann. 2. Identifizieren Sie die Probleme und Angelegenheiten mit denen sich Ihrer Meinung nach  das Top Management Team mit Priorität beschäftigen sollte. 3. Entscheiden Sie, wie Sie die Ergebnisse des Meetings an Ihre unterstellten Mitarbeiter weitergeben.“
Phase 5 – Organisationelle Aktionsplanung (Organization Action Planning)
Dauer: 60–120 Minuten
Das gesamte Management Team kommt zusammen. Jede funktionale Einheit stellt ihre Selbstverpflichtungen und Pläne vor und berichtet, welche Aufgaben das Top-Management mit welcher Priorität in Angriff nehmen sollte. Die Top-Manager reagieren auf diese Ausführungen und treffen erste Entscheidungen. Ferner stellt jede Einheit kurz ihre Pläne vor, wie sie die Ergebnisse des Meetings an die unterstellten Mitarbeiter weitergeben wird.
Phase 6 – Nachbesprechung des Top Teams (Immediate Follow-up by Top Team)
Dauer: 60–180 Minuten
Das Meeting wird beendet. In einer anschließenden Sitzung trifft das Top-Management erste unmittelbare Entscheidungen, die sich aus den Ergebnissen des Konfrontationsmeetings ergeben. Diese Entscheidungen sollen innerhalb weniger Tage kommuniziert werden.
Phase 7 – Fortschrittsüberprüfung (Progress Review)
Dauer: 120 Minuten
Alle Teilnehmer kommen innerhalb von vier bis sechs Wochen erneut zusammen und besprechen die Ergebnisse des Konfrontationsmeetings und die Auswirkungen der Entscheidungen, die aufgrund des Meetings getroffen wurden.

## Kritik
Über den Erfolg eines Konfrontationsmeetings entscheiden in erster Linie die teilnehmenden Personen. Dabei können durchaus Konflikte entstehen oder aufbrechen, die den Erfolg der Maßnahme beeinträchtigen. Zum Beispiel sollen Hierarchien innerhalb der Teams für die Dauer des Meetings komplett zurückgestellt werden. Diese Gleichberechtigung aller Teilnehmer ist notwendig, aber in der Praxis möglicherweise schwierig zu praktizieren. Sollten Teamleiter oder Vorgesetzte gerade in der vierten Phase Anregungen ihrer Teammitglieder schlicht nicht akzeptieren, kann die Erarbeitung von Ergebnissen mangelhaft sein.
Ferner kann die Rolle des Top-Managements hinterfragt werden. Letztlich ist es diese kleine Gruppe, die das Meeting initiiert, leitet und am Ende über konkrete Maßnahmen entscheidet. Dies ist sicher notwendig, allerdings muss hier ernsthafter Wille zu Grunde liegen, vorgeschlagene Ergebnisse anzuerkennen und umzusetzen. Ein Missbrauch des Instrumentes zur temporären „Beruhigung“ der Mitarbeiter und der unteren Managementebenen während oder nach Wandelprozessen der Organisation kann gegenteilige Effekte verursachen. Backhard spricht in diesem Zusammenhang von einem „Bumerang-Effekt“.
Es können auch im Ablauf des Meetings selbst Probleme auftreten. Gerade wenn es um die Selbstverpflichtungen der Teams geht, stellt sich die Frage, ob die selbst gesteckten Ziele realistisch sind. Zu niedrige Zielsetzungen oder Trittbrettfahrerverhalten zu Lasten anderer Teams oder Abteilungen kann sich negativ auf die Ergebnisse und die Verhältnisse zwischen den Betroffenen auswirken. Andererseits können zu hoch angesetzte Ziele zu Motivationsverlust während der Umsetzung führen. Schließlich ist auch das Setzen von Prioritäten problematisch. Die als wichtig empfundenen Probleme müssen nicht zwangsläufig auch die für die Organisation dringendsten sein. Hier müssen die Prioritäten sorgfältig identifiziert werden, da ansonsten das Ergebnis leidet.
Schließlich muss ebenfalls bemerkt werden, dass es neben Beckhards eigenen Untersuchungen nur sehr wenig Folgestudien gibt, die den Erfolg und die Eignung dieses Instrumentes empirisch untersuchen. Das ursprüngliche Konzept von 1967 ist daher bis heute weitgehend unverändert als Instrument der Organisationsentwicklung anerkannt.